# Deißlingen
Deißlingen – miejscowość i gmina  w Niemczech, w kraju związkowym Badenia-Wirtembergia, w rejencji Fryburg, w regionie Schwarzwald-Baar-Heuberg, w powiecie Rottweil, wchodzi w skład wspólnoty administracyjnej Rottweil. Leży nad Neckarem, ok. 6 km na południe od Rottweil, przy drodze krajowej B27 i autostradzie A81.

## Współpraca
Miejscowość partnerska:
- Schmiedeberg, Saksonia